# 阿根廷—斯洛維尼亞關係
阿根廷－斯洛維尼亞关系（西班牙語：Relaciones Argentina-Eslovenia）是指阿根廷和斯洛維尼亞之間的外交關係。

## 历史

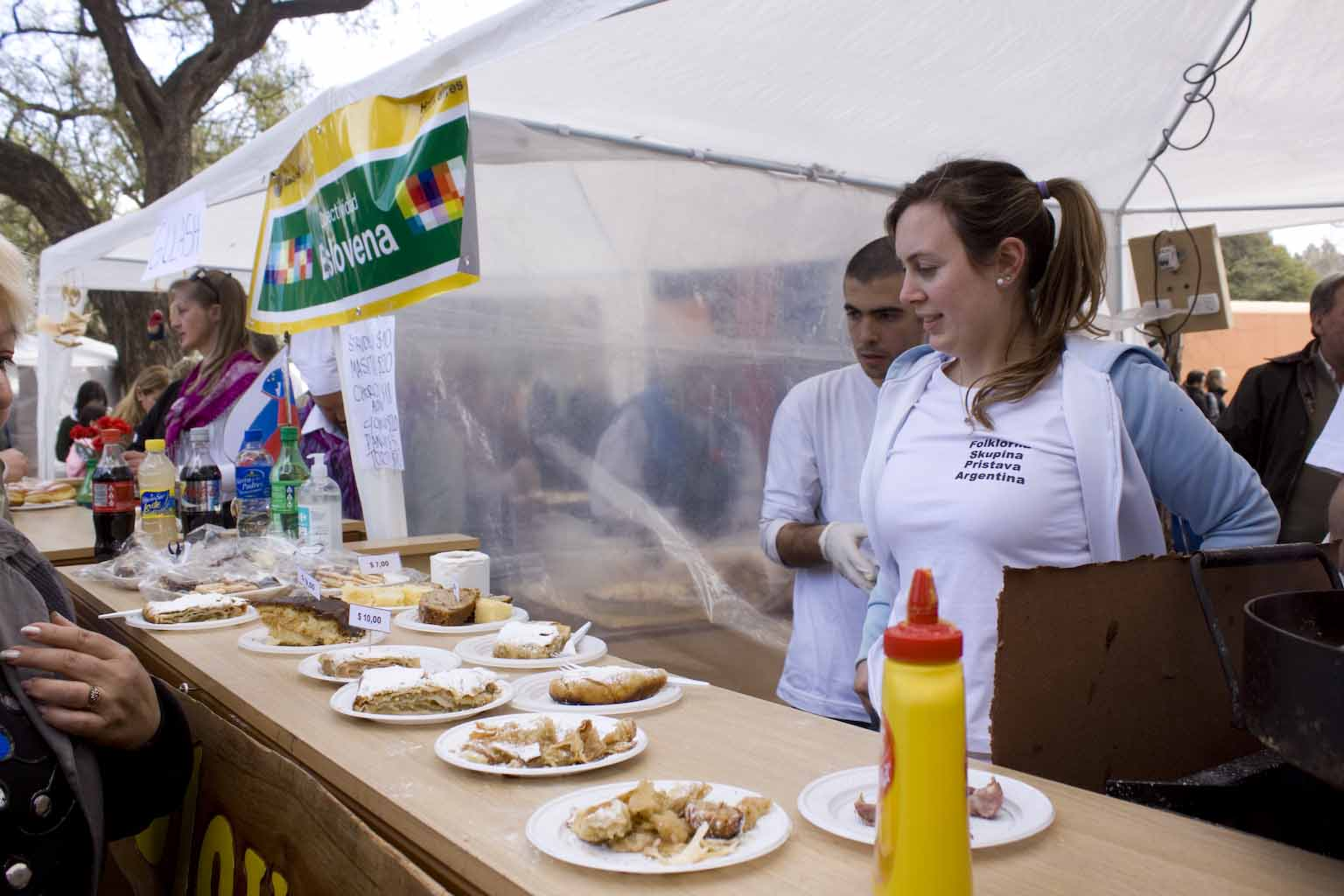
阿根廷的斯洛維尼亞裔居民慶祝移民節

两国的关系可以追溯至20世纪初，当时有斯洛維尼亞人从奧匈帝國統治下的普雷克穆列移民到阿根廷，20世紀30年代後陸續有斯洛維尼亞人因躲避義大利獨裁者墨索里尼以及南斯拉夫共產黨的迫害而移民至阿根廷。
1945年，馬其頓、塞爾維亞、波士尼亞與赫塞哥維納、克羅地亞、斯洛文尼亞、黑山等社會主義共和國組成了南斯拉夫社會主義聯邦共和國。阿根廷即于1946年与之建交，此时的两国关系从属于阿根廷与南斯拉夫关系的一部分。
阿根廷於1992年1月16日承認斯洛文尼亞，並於1992年4月13日與斯洛維尼亞建立了外交關係。兩國關係友好、積極推進。雙邊關係的一個非常重要的聯繫即是位於阿根廷布宜諾斯艾利斯、門多薩、聖卡洛斯-德巴里洛切等地的斯洛維尼亞裔社區，阿根廷約有30,000名斯洛維尼亞裔阿根廷人。
2016年，斯洛維尼亞總統博鲁特·帕霍尔訪問了阿根廷，這是斯洛文尼亞總統首次訪問阿根廷。

## 外交机构

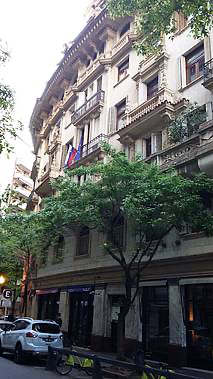
斯洛維尼亞驻阿根廷大使馆

- 阿根廷没有常驻斯洛維尼亞的大使馆，由驻奧地利大使馆兼辖对斯洛維尼亞事务。[6]

- 斯洛維尼亞在阿根廷首都布宜诺斯艾利斯设有大使館，并兼駐智利、巴拉圭、祕魯和烏拉圭[7]。另外，在巴拉那設有一名譽領事館。[8]

## 文化關係
阿根廷的布宜諾斯艾利斯大學和國立科爾多瓦大學等數所大學提供了斯洛維尼亞語課程，除此之外，阿根廷亦有數個斯洛維尼亞文化協會。

## 签证

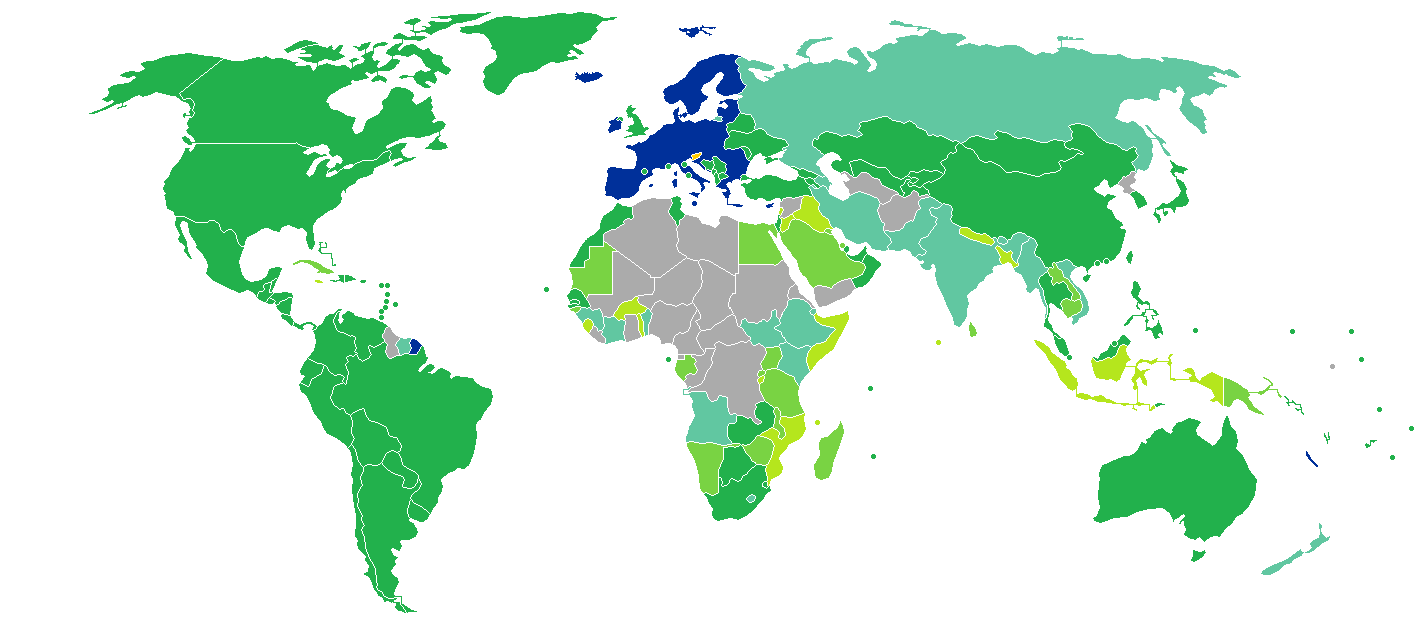
持歐盟的斯洛維尼亞護照之斯洛維尼亞公民可以免簽證的方式入境阿根廷。

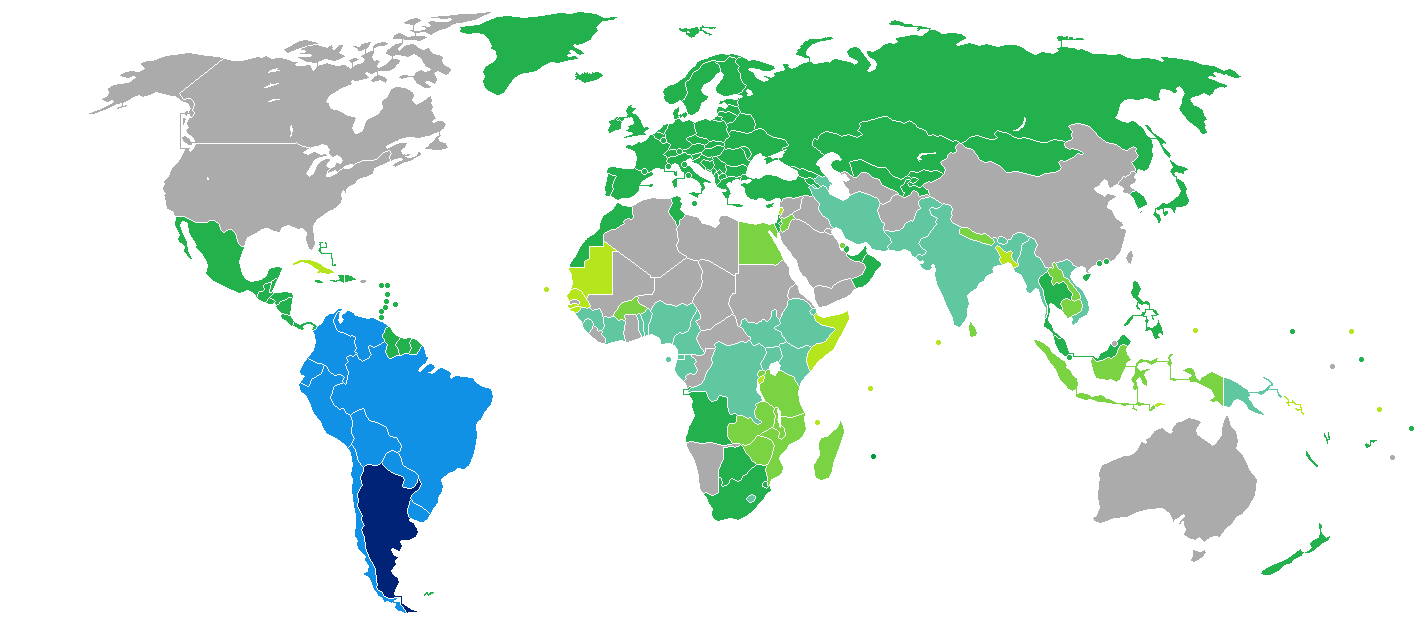
持阿根廷護照的阿根廷公民可以「申根區免簽證」的方式入境斯洛維尼亞。

持有阿根廷護照的阿根廷公民可以申根區免簽證的方式入境斯洛維尼亞，停留最多90天。
持歐盟的斯洛維尼亞護照之斯洛維尼亞公民也可以免簽證的方式入境阿根廷，停留最多90天。